# Rocky Top (Tennessee)
Cet article concerne la municipalité du Tennessee. Pour la chanson officielle du même État, voir Rocky Top.
Rocky Top est une municipalité américaine située dans le comté d'Anderson au Tennessee. Selon le recensement de 2010, Rocky Top compte 1 781 habitants.
Cette ville est connue pour abriter la Bates family, une famille nombreuse objet de l'émission de télévision 19 à la maison. 

## Géographie
Rocky Top est située dans les Appalaches à environ 50 km au nord-est de Knoxville. Elle est desservie par l'Interstate 75.
La municipalité s'étend sur 1,59 milles carrés (4,12 km2). Une petite partie de Rocky Top s'étend dans le comté voisin de Campbell ; elle comprend 32 habitants sur 0,11 milles carrés (0,28 km2) en 2010.

## Histoire

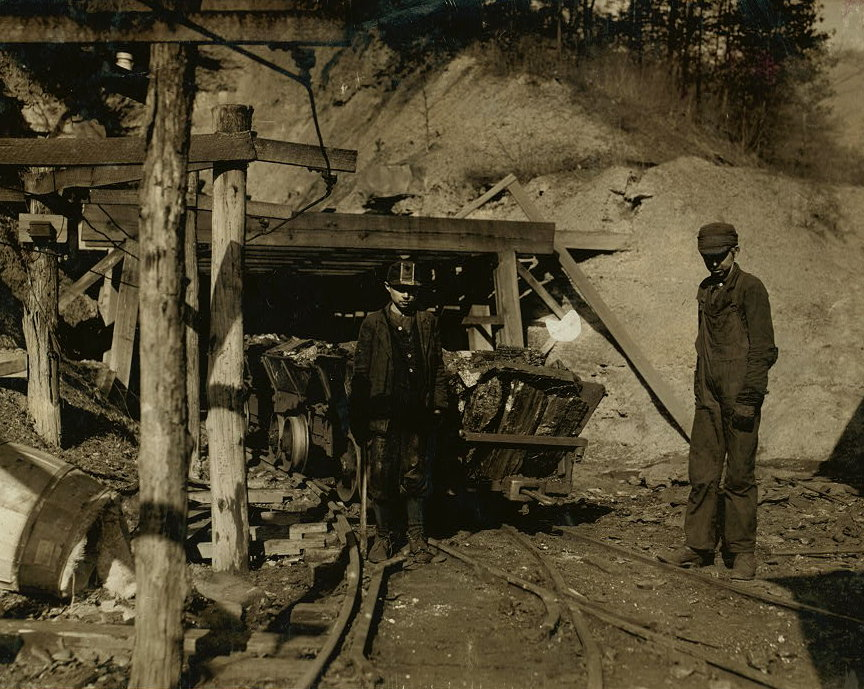
Une mine de Coal Creek en 1910.

La localité est fondée au début du XIXe siècle. Elle prend le nom de John Cole, l'un de ses premiers habitants. Après la découverte de charbon, Cole Creek est renommée Coal Creek. Elle devient une municipalité en 1909. Elle prend le nom de Lake City en 1936, lors de la construction du barrage Norris par la Tennessee Valley Authority, espérant attirer davantage de touristes malgré l'éloignement du lac de la ville.
Dans les années 2010, des promoteurs proposent de réhabiliter le centre-ville et de créer un parc à thème aquatique, si la ville change de nom. Dans cette région touchée par le chômage, la municipalité accepte d'être renommée en l'honneur de la chanson Rocky Top, espérant la création d'environ 200 emplois et une multiplication par trois de son budget. Lake City est officiellement renommée Rocky Top le 26 juin 2014, après un vote du conseil municipal et de la législature du Tennessee ainsi qu'un procès entre la ville, les promoteurs et les auteurs de la chanson. En 2017, le projet de parc est abandonnée mais la ville conserve ce nom, qu'adopte le bureau de poste local en mai 2017.

## Démographie
Selon l'American Community Survey de 2018, la population de Rocky Top est blanche à plus de 98 % et parle l'anglais à la maison dans plus de 99 % des cas. La ville connaît une certaine pauvreté avec un revenu médian par foyer de seulement 25 778 dollars (contre 50 972 dollars au Tennessee et 60 293 dollars aux États-Unis) et un taux de pauvreté de 32,1 % (contre 15,3 % et 11,8 %),.